# Segelflyg

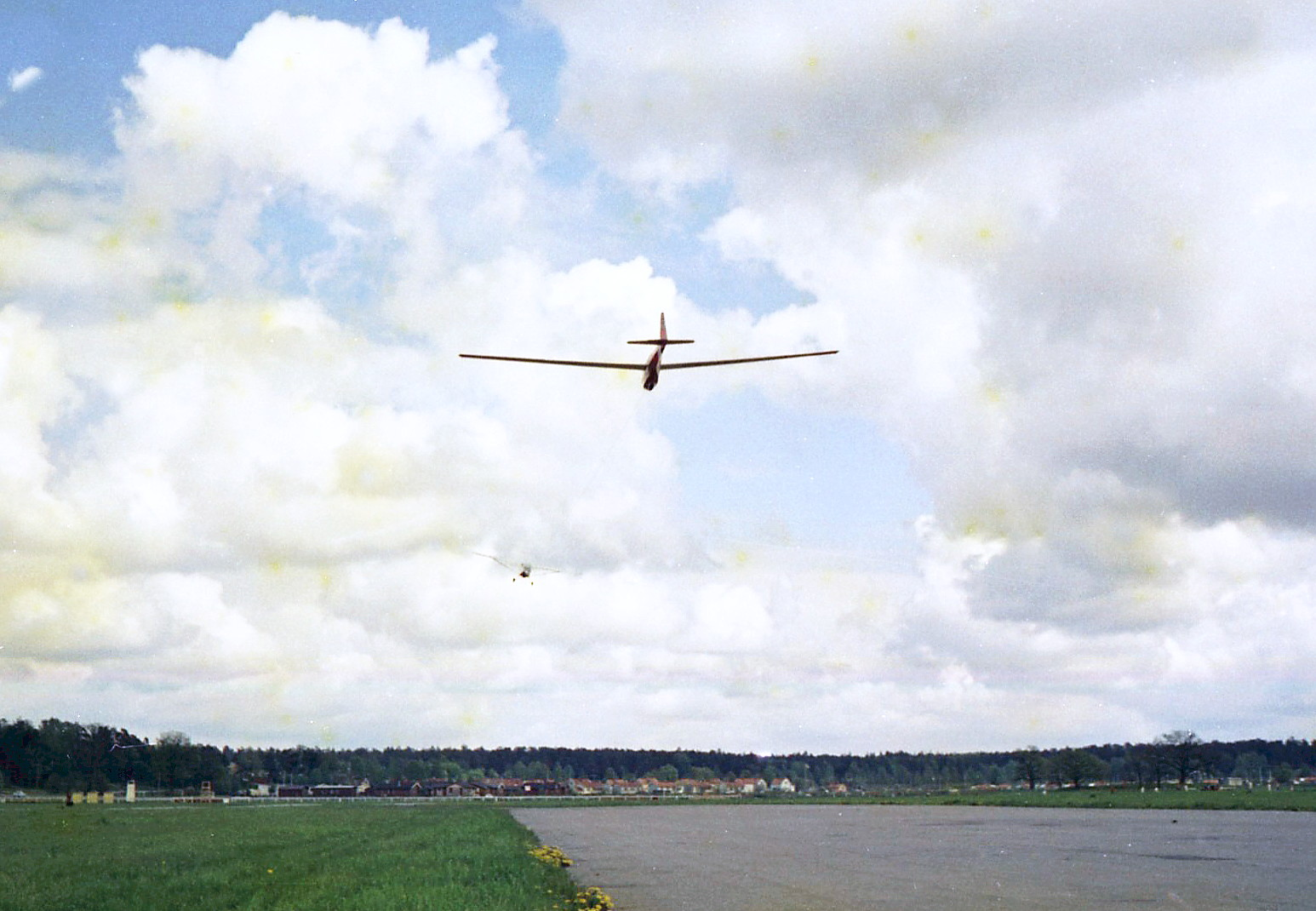
Segelflyg på Skarpnäcksfältet 1972, ett motorplan flygbogserar ett segelflygplan.

Segelflyg, flyg med farkoster utan egen motorkraft.

## Historik

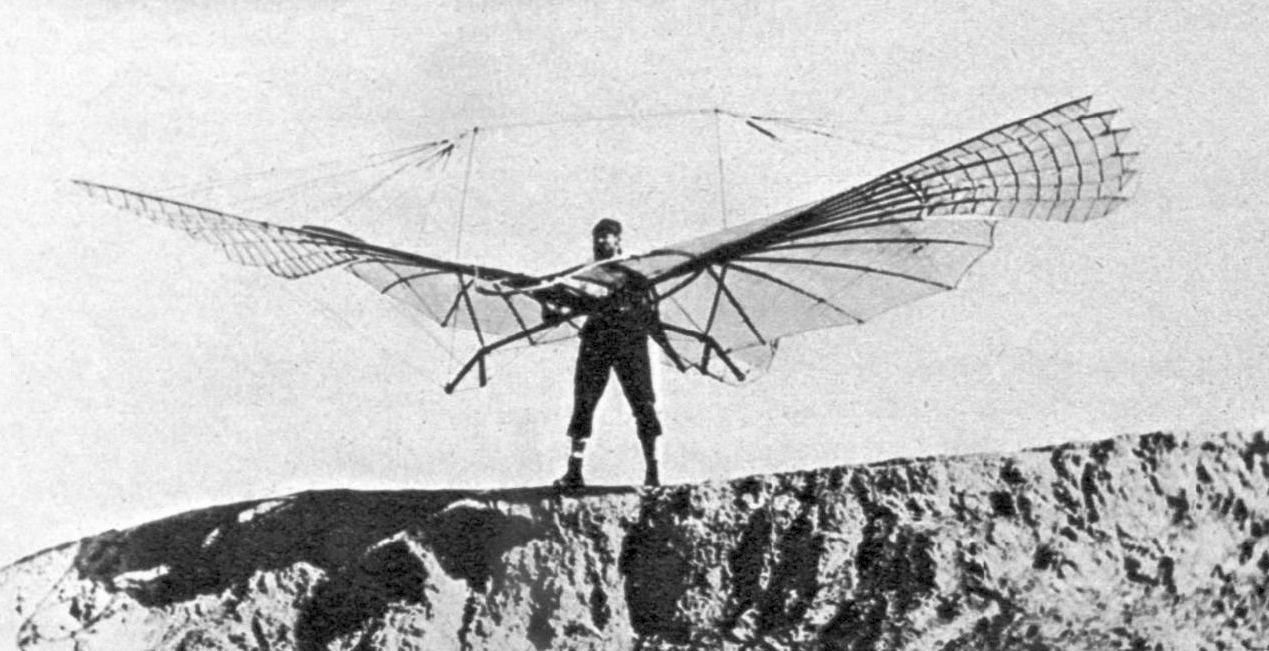
Otto Lilienthals första dokumenterade och kontrollerade flygförsök. Tidigt 1890-tal.

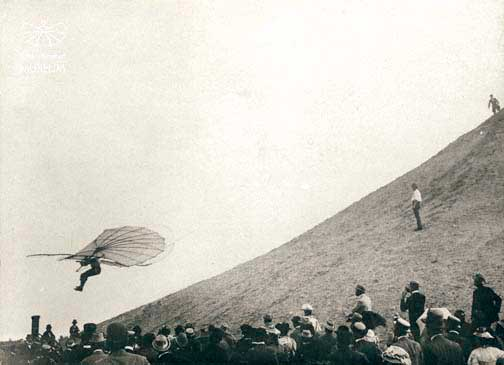
Otto Lilienthal med sin hängglidare 29 juni 1895.

De första flygningarna enligt principen tyngre än luft gjordes med flygplan utan motor. Idag anses Engelsmannen Sir George Cayley ha gjort den första flygningen på det viset vilket skedde 1852. 
Främste pionjären var tysken Otto Lilienthal och hans bror Gustav, som ägnade sig åt att bygga och flyga ett flertal olika hängglidare.
Det var på hans erfarenheter som bröderna Wright konstruerade sina första glidflygplan. Största skillnaden mellan Lilienthals hängglidare och Wrights glidflygplan består i sättet att styra farkosten, eftersom hängglidaren styrs genom förflyttning av  tyngdpunkten, medan glidflygplanet styrs med roder.
Efter första världskriget fastställdes ett stort antal begränsningar för utveckling av flyg i Tyskland, nästan det enda tillåtna området var glidflygplan.
1911 inledde några studenter från Darmstadt sökande efter lämplig platser för glidflyg och fann att Wasserkuppe  med dess kuperade terräng passade utmärkt. Under ledning av Hans Gutermuth och Bertholt Fischer byggdes glidflygplan och hängglidare. 1913 flögs en sträcka på 834 m som varade 1 minut och 52 sekunder. Studenternas verksamhet avbröts av första världskriget och Guthermuth störtade som stridsflygare under kriget. 1920 kungjorde tidningen Flugsport ett upprop att åter starta verksamhet på Wasserkuppe, och 1920 utlystes en tävling för att åter samla flygentusiasterna. Allt eftersom man upptäckte att man vid vissa vindar kunde hålla sig uppe längre i luften, förändrades farkosterna i riktning mot dagens segelflygplan. 

## Meteorologi
- Hang är en uppåtströmmande luftmassa framför en sluttning, som segelflygplanet flyger på. Flygning i hang innebär att man hela tiden måste hålla sig inom det område, som tvingar luften uppåt. Rekordet vid hangflygning är 57 timmar.
- Termikflygning är den vanligaste segelflygmetoden i Sverige. Termiken bildas av solstrålarna, som värmer upp marken vilken i sin tur värmer upp den omgivande luften och skapar en varm luftblåsa. Luftblåsorna släpper från marken och stiger uppåt. Segelflygaren utnyttjar den uppåtstigande termikblåsan genom att lägga flygplanet runt blåsans centrum och i en brant sväng cirkla sig uppåt. Vid distansflygning, som kan bli på mer än 500 km "hoppar" man från blåsa till blåsa.
- Våg[1] är en form av lävågor eller stående vågor. Under gynnsamma omständigheter kan vågorna föra ett segelflygplan upp till höjder på 13 000 meter. Vid dessa höjder är det nödvändigt att använda syrgas. Lävågor förekommer på några platser, dels vid Sierra Nevada i Kalifornien som har en stark västlig vind från Stilla Havet, dels i Vågå i Norge eller Ottsjö i Sverige där vindarna från Nordsjön skapar samma fenomen.

## Startmetoder

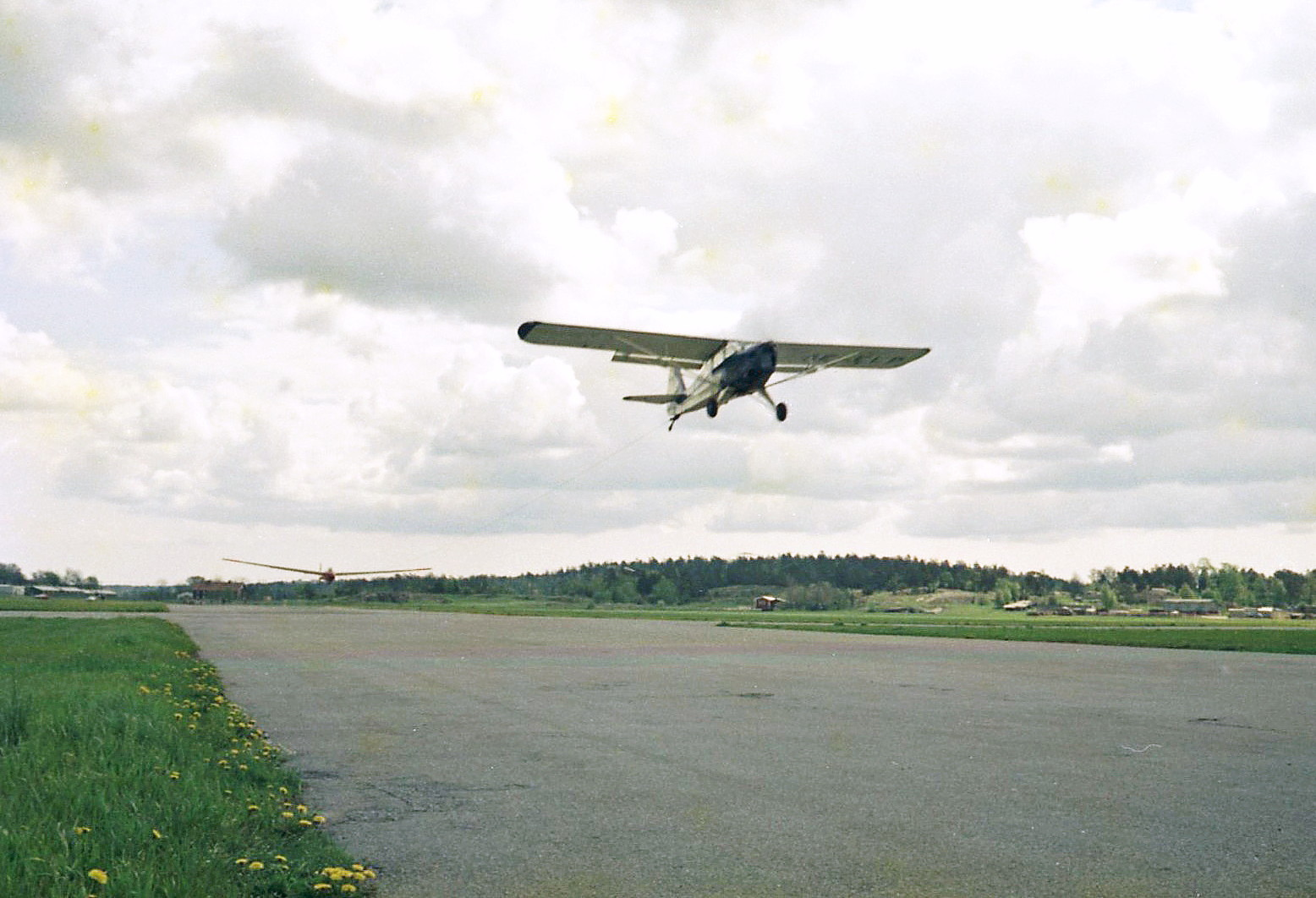
Segelflyg på Skarpnäcksfältet 1972, ett motorplan av typ Auster AOP.6 drar upp ett segelflygplan, strax efter start.

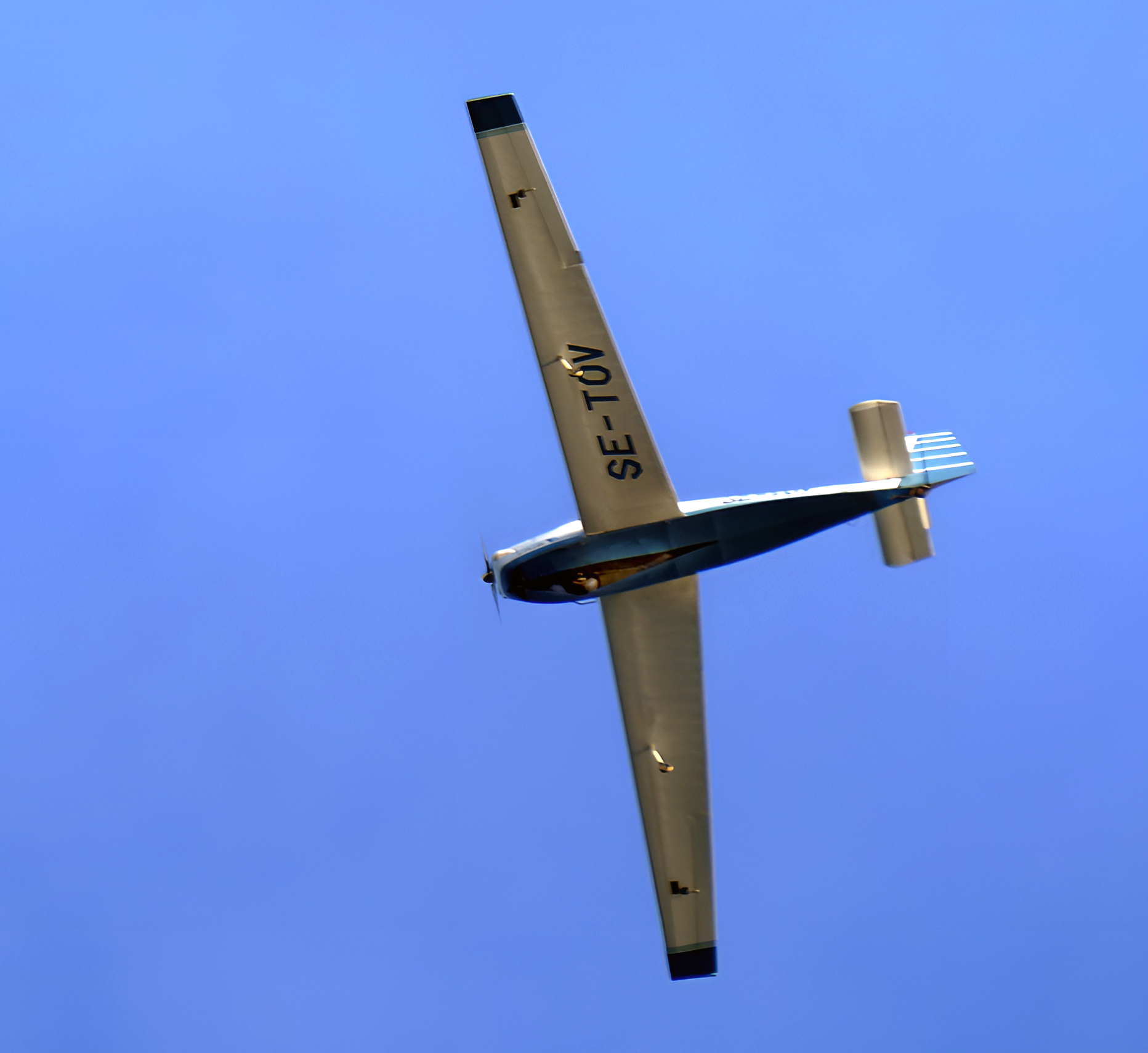
Ett motorsegelflygplan av typen SF25 Motorfalke.

- Gummirepstart kan bara genomföras vid start från en sluttning eftersom planet bara får fart och ingen höjd. Man använder ett tvådelat elastiskt rep, ofta bestående av många fina gummitrådar som tvinnats till ett tjockt rep. Repet spänns fast i en krok i flygplanets nos och planets stjärt görs fast med en lina. 5–6 personer fattar tag i var sin sida av gummirepet och sträcker det. När repet är sträckt lossas linan i planets stjärt, och planet flyger ut i luften. Denna startmetod var vanlig vid Ålleberg fram till slutet av 1950-talet.
- Bilstart genomförs genom att en 150 m lång lina kopplas fast i planets nos, medan linans andra ände kopplas fast i en bil. När bilen har fått upp tillräcklig fart lättar flygplanet och kan under gynnsamma förhållanden nå en höjd av 75 % av linans längd. När bilen inte kan köra längre för att fältet tar slut kopplar flygaren loss linan. Eftersom de uppnådda höjderna blev små räckte höjden endast till en enstaka sväng följd av en landning. Denna metod används numera inte i Sverige.
- Flygbogsering är den effektivaste och vanligaste metoden i Sverige. Segelflygplanet kopplas i en 50 meter lång lina efter ett motor-, ultralätt- eller motorsegelflygplan. Efter att bogserflygplanet har startat har piloten i segelflygplanet "bara" att följa kursen efter bogserplanet. När lämplig höjd har nåtts kopplar segelflygaren loss linan och flyger fritt. Med flygbogsering kan man nå en önskad höjd och en bestämd punkt för den fria flygningen.
- Vinschstart tillgår så att en lång lina vindas upp på en trumma. Planet placeras i ena änden av ett fält och vinschen i den andra. Med ca 1 000 m lina kan höjder på 400–500 m nås. När planet nått maxhöjd "rakt ovanför vinschen" kopplas linan loss och planet flyger fritt. Vinschen är försedd med en linsax som blixtsnabbt klipper av linan om piloten skulle glömma att koppla loss, så att inte segelflygplanet dras med ner mot vinschtrumman. De flesta bogserkopplingar för vinschstart kopplar dessutom ur automatiskt vid en viss vinkel för att undvika detta.
- Motorsegelstart blir allt vanligare och innebär att segelflygplanet har med sig en motor för start och stigning och som sen kan användas under flygningen när så önskas.

## Flygplanstyper

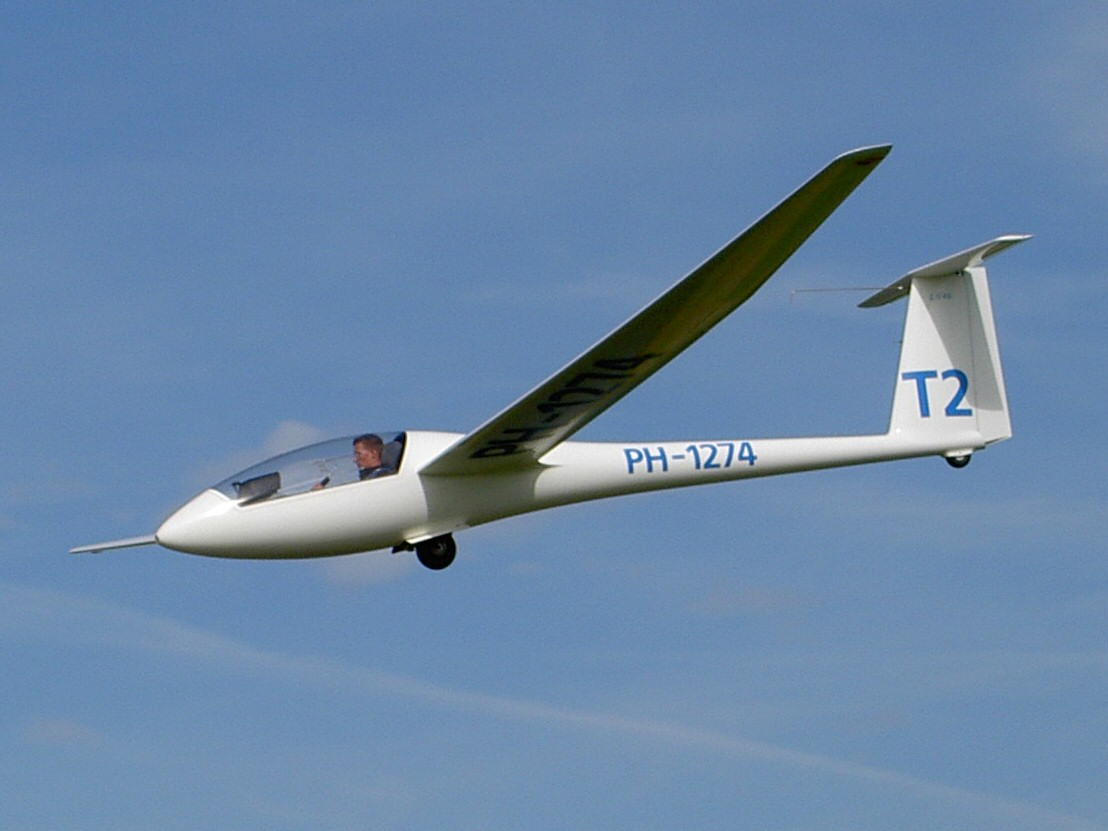
Segelflygplan av typ Rolladen-Schneider LS4.

- Glidflygplan. Många glidflygplan byggdes av flygklubbar och flottiljer under 30- och 40-talen efter ritningar köpta från tyska tillverkare. Dessa plan användes för den grundläggande flygutbildningen av ungdomar samt ej flygande personal inom flygvapnet. De startades ofta genom att bogseras efter en bil. En känd typ i Sverige är Schneider SG-38
- Transportglidflygplan användes av både Tyskland och de allierade under andra världskriget. Mest kända typ är Airspeed Horsa, som användes vid invasionerna av Sicilien och Normandie. I Sverige konstruerades under andra världskriget en svensk variant av AB Flygindustri i Halmstad modell Fi-3. Eftersom ett plan av denna konstruktion havererade med fatalt resultat under utprovningen och att transportflyget kunde lösas på annat sätt i och med freden 1945, lades hela projektet ner.
- Segelflygplan delas in i två huvudgrupper träflygplan och plastflygplan. Båda finns som en- eller tvåsitsiga. Till träflygplan räknas även metallflygplan och dukklädda stålrörskonstruktioner som Scheibe Bergfalke. Dessa material ersätts mer och mer av moderna konstruktioner i glas- och kolfiber med gelcoatyta.
- Motorsegelflygplan delas in i tre typer -  segelflygplan med hemflygningsmotor (som inte kan starta själv), självstartande segelflygplan (som har en infällbar motor/propeller) och resemotorseglare (som har en fast monterad motor/propeller). Självstartande segelflygplan blir allt vanligare och används både i klubbar och av privatpersoner. Dess fördelar är förstås att man kan starta utan hjälp av andra men även att man kan återstarta motorn och flyga hem om vädret försämras eller man vill passera områden där uppvindar inte finns.

## Satellitnavigering
GNSS har blivit ett viktigt hjälpmedel för navigation av segelflygplan. Genom att kunna ägna mer tid åt att söka bästa termiken och mindre tid åt att navigera så finns förutsättningarna för bättre prestationer. Ofta är GPS sammankopplad eller integrerad med en segelflygdator som ger mer information som räckviddsberäkningar, rörliga kartbilder med luftrumsinformation mm. Det finns idag flera programvaror som kan installeras på många GPS-apparater ursprungligen avsedda för bilar eller på mobiltelefoner. Ett exempel är XCSoar som kan laddas ned via internet och är en gratis programvara licensierad enligt GNU.
För tävlingsändamål används idag uteslutande elektroniska FR, Flight Recorder, för att mäta prestationer. FAI har skapat en detaljerad specifikation som tillverkare av FR har att följa. Filer som läses ut ur en FR får filändelsen .igc. Då upplösningen i höjdled har ansetts för dålig i GNSS-system används en trycksensor för höjdinformation, dock sparas även GNSS-höjden och kan i vissa fall få användas i händelse av utebliven data från trycksensorn.

## Svenskt segelflyg
Segelflyget i Sverige introducerades efter att några svenskar 1923 varit i Wasserkuppe och genomgått glidflygarutbildning. Bland dem var Rolf Bergvik, som senare kom att anställas som segelflyginstruktör av Chalmers Segelflygklubb. 
Även Douglas Hamilton ingick bland dessa svenskar. Under kursen i Wasserkuppe hade Hamilton köpt en Messerschmitt S-12.Tanken med köpet och utbildningen var att tävla om ett pris uppsatt av den danska tidningen Politiken att flyga utan motor mellan Danmark och Sverige. Tyvärr havererade planet, och som ersättning köptes en Espenlaub E 4 för rekordförsöket. 
Efter ett flertal försök, varav några slutade i vattnet, gav Hamilton upp och startade en segelflygskola Nordisk Luftsegling flygskola i Halmstad tillsammans med Tysken Pelzner som han lärt känna på Wasserkuppe. Ett tiotal elever utbildades där. Svårigheter med materielen var stora så man flyttade verksamheten till bättre lokaler i Torslanda. De sökte senare en plats där de kunde etablera permanent och hösten 1926 flyttade de till Hammars backar. 
Under andra världskriget startade KSAK (Kungliga Svenska AeroKlubben) med ekonomiskt stöd av Gösta Åhlen och AB Tempo en flygutbildning på Ålleberg vid Falköping.
Idag bedrivs segelflygning i Sverige genom Svenska segelflygförbundet, SSF, som är organiserat under Svenska Flygsportförbundet.
Man måste ha fyllt 16 år för att kunna inneha ett segelflygcertifikat. Man kan emellertid flyga ensam redan vid 14 års ålder, då som del av certifikatutbildningen.

## Tävlingar
- Nationella: DM och SM (hastighet), Rikssegelflygtävlingen (RST, höjd, distans och hastighet) och SM i avancerad flygning.
- Internationella: NM, EM och VM.

VM genomföres under två veckor, där tävlingsmomenten består av hastighetsflygning. 2006 hölls VM i Eskilstuna på Ekebyfältet.
VM-tävlingar i segelflyg inleddes 1937 på Wasserkuppe vid Röhnbergen i Tyskland, där årliga segelflygtävlingar genomförts sedan 1920. Segrare blev Heini Dittmar, (som senare provflög tyska raketdrivna flygplan och 1941 blev den förste att flyga fortare än 1000 km/h).
Den första VM-tävlingen efter 2:a världskriget hölls 1948 i Schweiz även om inte tävlingen erkändes med VM-status förrän den var avslutad, Per-Axel Persson, Sverige vann och blev den förste världsmästaren. Nästa VM 1950 genomfördes i Örebro med Billy Nilsson på förstaplatsen tätt följd av Dr Paul McCready USA. VM 1960 hölls i Köln med Rolf Hossinger som vinnare i öppna klassen. VM 1972 i Jugoslavien innebar ytterligare en svensk guldmedalj genom Göran Ax. I Paderborn 1981 vann Göran Ax sitt andra VM (Svensk dubbelseger med Åke Pettersson på 2:a plats).
1993 hölls VM på Dala Airport i Borlänge med 114 deltagare. Tävlingen var den första VM som hållits på en flygplats med pågående reguljär trafik. Även VM år 1999 i Bayreuth/Tyskland var på en plats med reguljär trafik.

## Utmärkelser och diplom

### Internationella utmärkelser och diplom
Segelflygmärket formgavs av tysken Fritz Stamer. 

#### A- och B-diplom

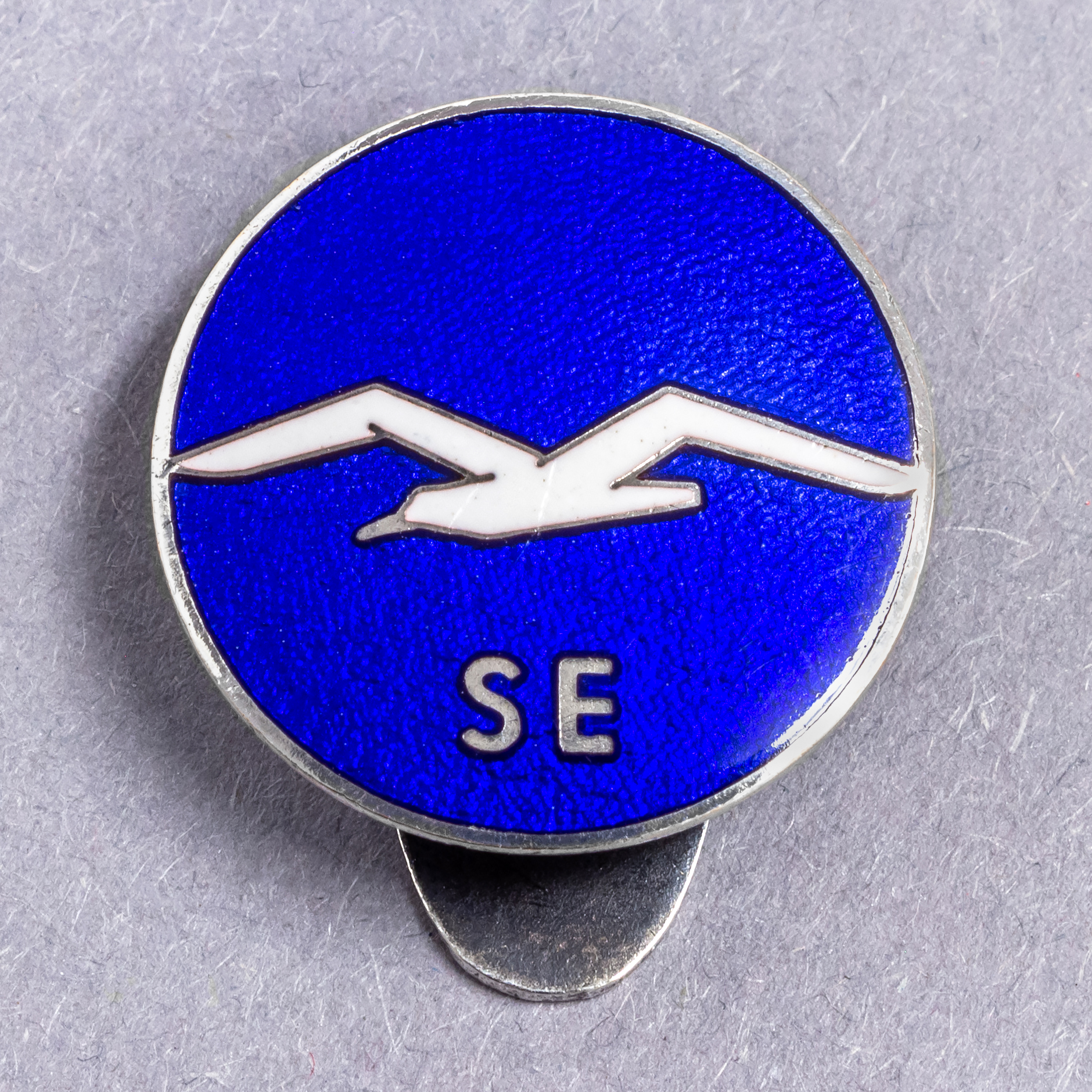
A-diplom

- A-diplom, märket är en vit mås på blå botten, som tilldelades en flygelev som med ett glidflygplan utfört ett flertal landningar rakt fram från en höjd av minst 30 meter. Mellan 1942 och 1957 delades det ut 8218 A-diplom.
- B-diplom, märket är med två vita måsar på blå botten, som tilldelades en elev som utfört ett antal svängar och kunnat landa inom ett visst avstånd från ett utlagt märke på marken med ett glid- eller segelflygplan. Mellan 1942 och 1957 delades det ut 5621 B-diplom. A- och B-diplom delas i Sverige inte ut sedan 1958.

#### C-diplom

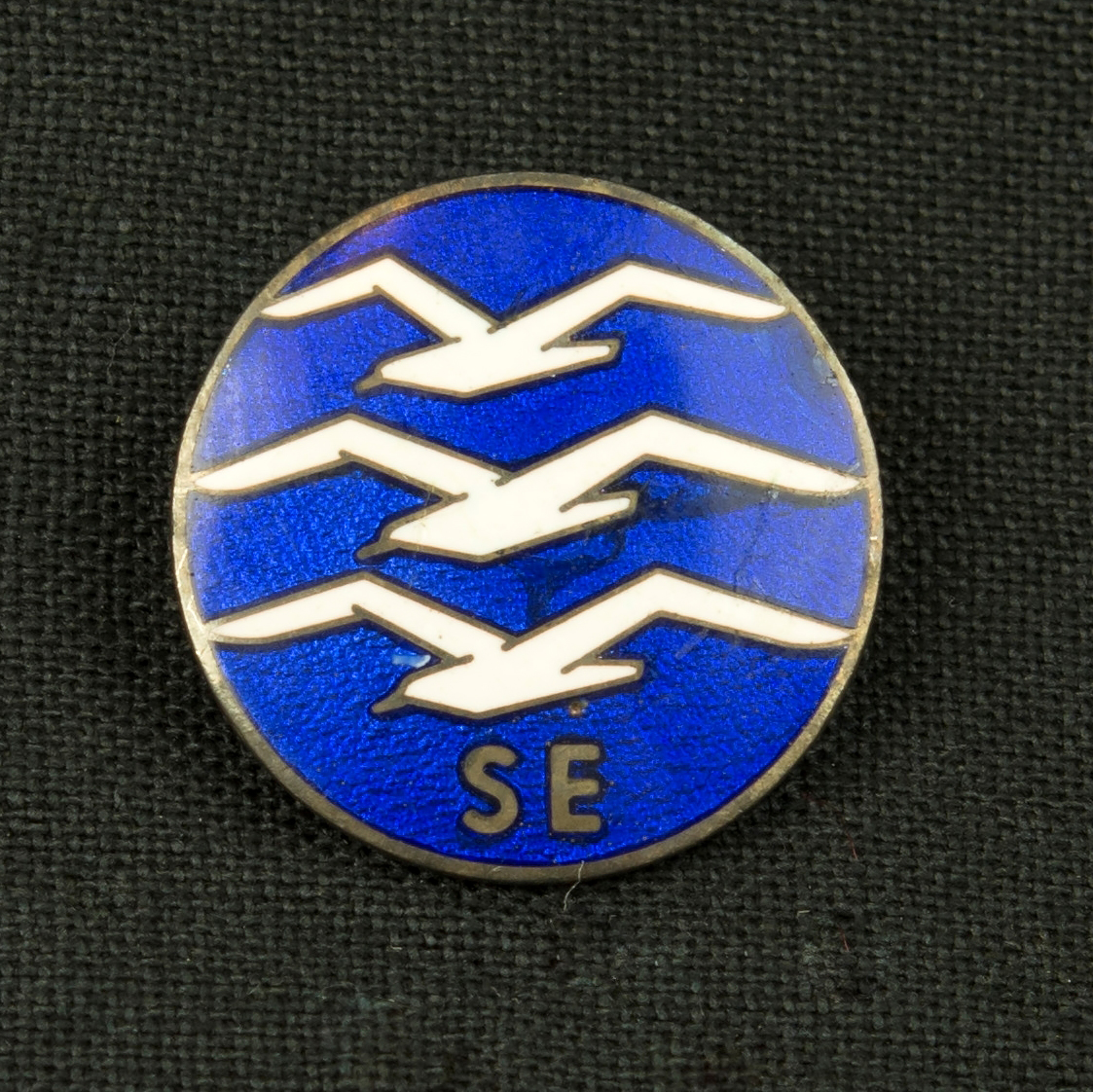
C-diplom

Märket är med tre vita måsar på blå botten. Uppnås efter att segelflygeleven har slutfört den första delen av utbildningen och gjort sina tre första ensamflygningar.

#### Silver-C

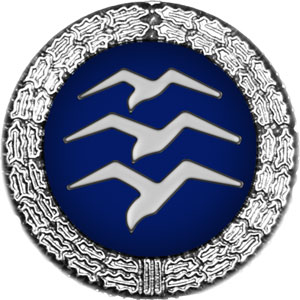
Silver-C

För att erhålla Silver-C måste man göra en distansflygning på rakbana på minst 50 km med max starthöjd under 1 % (alternativt minst 100 km tur och retur), ett uthållighetsprov där man är i luften minst fem timmar, räknat från då man kopplat ur från bogseringen samt en höjdvinst på minst 1000 meter.

#### Guld-C

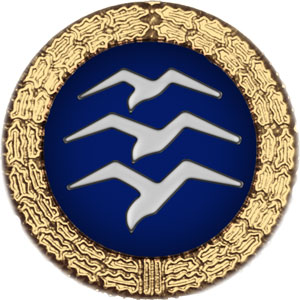
Guld-C

För att erhålla Guld-C måste man göra en fri distansflygning på minst 300 km, ett uthållighetsprov där man är i luften minst fem timmar, räknat från då man kopplat ur från bogseringen och en höjdvinst på minst 3000 meter.

#### Diamant-C

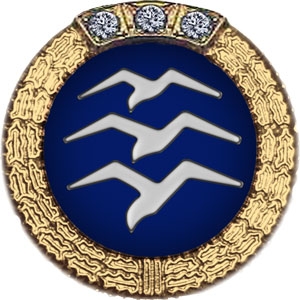
Diamant-C

Diamanter kan erhållas individuellt av innehavare av både Silver-C och Guld-C. -Distans erhålls då man flyger en distans av minst 500 km (ej fri tur och retur). -Måldiamant erhålls vid en specificerad målflygning på tur- och returbana eller triangelbana, minst 300 km, flugen i förutbestämd ordning. Höjddiamant erhålls då man gör en höjdvinst på minst 5000 meter.

### Nationella utmärkelser och diplom

#### Stora Grabbars Märke
Stora Grabbars Märke, numer Stora Grabbars och Tjejers Märke är ett hederstecken som sedan 1928 tilldelas framgångsrika utövare av olika sporter och alltså inte bara segelflyg. 

#### Stålismedaljen
Stålismedaljen är Segelflygförbundets högsta utmärkelse. Medaljen kan tilldelas person som har utfört mångårigt arbete för svenskt segelflyg eller gjort en stor segelflygprestation. Medaljen har fått sitt namn efter Lennart Ståhlfors.
”Segelflyghandboken”. Svenska segelflygförbundet. http://iof2.idrottonline.se/SvenskaFlygsportforbundet/Organisation/Grenforbund/Segelflyg/SvenskaSegelflygforbundet/Instruktionerblanketter/SegelflyghandbokenSHB/. Läst 28 juni 2013.

#### Segelflygborgarmärket
Syftet med Segelflygborgarmärket är att uppmuntra till segelflygande och märket är ämnat att ses som ett mål för segelflygaren.
Kriterierna är att man under året
1. flugit mer än 25 timmar
2. gjort tre starter längre än en timme
3. flugit med minst 5 personer som inte har segelflygcertifikat eller flugit en sträcka om minst 50 km
4. gjort minst en höjdvinst på mer än 1000 meter.

Kriterierna återfinns i Segelflyghandboken artikel 783.”Segelflyghandboken”. Svenska segelflygförbundet. http://iof2.idrottonline.se/SvenskaFlygsportforbundet/Organisation/Grenforbund/Segelflyg/SvenskaSegelflygforbundet/Instruktionerblanketter/SegelflyghandbokenSHB/. Läst 28 juni 2013.
Paralleller kan dras med Simborgarmärket fast med skillnaden att Segelflygborgarmärket kan erövras varje år.